# Der Überfall in der Silberschlucht
Der Überfall in der Silberschlucht ist ein US-amerikanischer Stummfilmwestern aus dem Jahr 1927 von B. Reeves Eason mit Hoot Gibson und Blanche Mehaffey in den Hauptrollen. Der Film wurde von Universal Pictures produziert und basiert auf einer Originalstory von Earle Snell.

## Handlung
Der dreimalige Weltmeister im Zureiten, Rodeo Randall, macht sich nach mehrjähriger Abwesenheit auf den Heimweg. Sein Vater, der lange Zeit ein Rivale von Colonel La Mar war, verkauft diesem einen preisgekrönten Bullen, verlangt aber die Bezahlung in bar. La Mar ist gezwungen, das Geld von seiner Bank in Denver zu holen.
Der Überbringer des Geldes, Henry Bird, ist ein stutzerhafter Mann. Rodeo, der sich in ein Zeitungsbild von La Mars schöner Tochter Patricia verliebt, begleitet ihn nach Denver. Henry zerstört jedoch Rodeos Hoffnungen, als er ihm versichert, dass eine kultivierte junge Dame wie Patricia Klasse verlangt. Stolz präsentiert er ein Empfehlungsschreiben für die Stelle des Geschäftsführers des Gemischtwarenladens, der La Mar gehört. Die Postkutsche wird überfallen, und Henry flieht entsetzt, während Rodeo die Banditen in die Flucht schlägt und die Beute zurückholt. Er macht sich mit Henrys Ersatzkleidung zurecht, nimmt dessen Brief an sich, bringt das Geld zu La Mar und bekommt den Job. Er sieht Patricia jeden Tag und sie mag ihn, bis auf die komischen Klamotten. Der Filialleiter genießt aufgrund seines Heldentums und seiner Ehrlichkeit das volle Vertrauen von La Mar, also wird ihm die Kombination für den Safe anvertraut.
Der hinterlistige Vorarbeiter der Ranch, der an dem Raub beteiligt war, bekommt die Kombination in die Hände und nimmt das Geld aus dem Safe. Rodeo wird angeklagt und verhaftet, entkommt jedoch in schottischen Kilts, als sein Wachmann in betrunkenen Schlaf verfällt. Er hört, wie der Vorarbeiter der Ranch seinen Kumpanen befiehlt, das Geld in ihr Versteck zu bringen und zu warten. Rodeo verfolgt sie auf einem wilden Pferd und bringt sie gefesselt mit der Beute zurück, die er La Mar zurückgibt, während er dem Vorarbeiter eine Waffe vorhält und ihn verhaftet. Die freundschaftliche Fehde zwischen den beiden Familien geht zu Ende und Rodeo und Patricia sind vereint.

## Hintergrund
Da keine Kopien der sechs Filmrollen existieren, gilt der Film als verschollen.

## Veröffentlichung
Die Premiere des Films fand am 13. Februar 1927 statt. 1928 kam er im Deutschen Reich in die Kinos.